# 주머니저빌
주머니저빌(Desmodilliscus braueri)은 황무지쥐아과에 속하는 설치류의 하나이다. 주머니저빌속(Desmodilliscus)의 유일종이다. 아프리카 북부에서 발견된다. 부르키나 파소와 카메룬, 차드, 말리, [[모리타니아], 니제르, 나이지리아, 세네갈, 수단에서 서식한다. 자연 서식지는 건조 사바나 지역이다. 쥐과에서 가장 작은 종으로 추정된다. 몸무게는 6~14g이고, 꼬리를 제외한 몸길이는 4~8cm이다. 꼬리는 짧고 털은 많지 않다.